# 宫巷 (福州)
宫巷（平话字：Gṳ̆ng-háe̤ng）是位于中国福建省福州市鼓楼区的一条街道，为三坊七巷之一，是福州保护得最完整的古巷坊之一。
宫巷为东西走向，东接八一七中路，西连南后街，北、南二面分别与安民巷、吉庇巷平行，长309米，宽5-8米。旧名仙居里，宫巷之名得名于巷中的紫极宫。巷东口尚存坊门，门上方嵌有“古仙宫里”坊额一方。巷内现存明代建筑6座，清代建筑13座，其中面积在千平方米以上的大型宅院有10座。原有道观紫极宫，后更名聚英宫，明代改为英达宫。紫极宫到明末改为“三山堂”（天主教堂），清代又改为关帝庙，目前为宫巷小学。巷内多名人故居和珍贵古建筑，如清两江总督、福建船政大臣沈葆桢故居，林则徐之子林聪彝故居，陈宝琛之婿林炳章故居，民国海军总长刘冠雄故居，林则徐之婿刘齐衔住宅等。